# Gott fähret auf mit Jauchzen

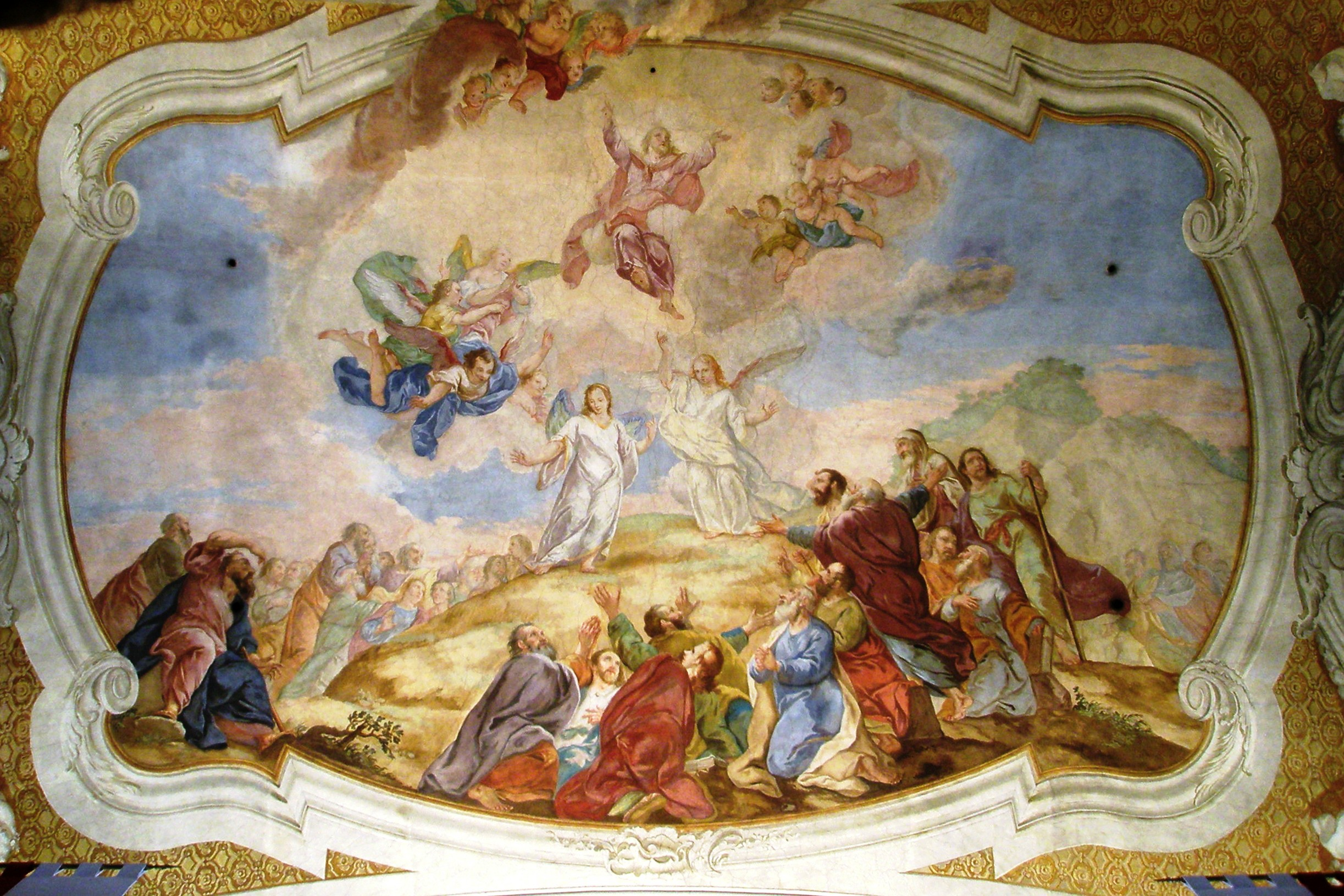
Himmelfahrt, Kirche zum Heiligen Kreuz in Jelenia Góra

Gott fähret auf mit Jauchzen (BWV 43) ist eine Kirchenkantate von Johann Sebastian Bach. Er schrieb sie in Leipzig für Himmelfahrt und führte sie am 30. Mai 1726 zum ersten Mal auf.

## Geschichte und Worte
Bach komponierte die Kantate in seinem dritten Jahr in Leipzig für Himmelfahrt. Die vorgeschriebenen Lesungen für den Festtag waren Apg 1,1–11 , der Prolog, letzte Verheißung und Himmelfahrt Jesu, und Mk 16,14–20 , Missions- und Taufbefehl, Himmelfahrt. Der Text der Kantate ist ungewöhnlich, denn er besteht großenteils aus einem Gedicht in sechs Strophen, das die Sätze 5 bis 10 der elf Sätze einnimmt. Im Aufbau ähnelt die Kantate denen von Bachs Vetter Johann Ludwig Bach, Hofmusiker in Meiningen, die Bach 1726 aufführte: Zitat aus dem Alten Testament, Rezitativ, Arie, Zitat aus dem Neuen Testament, Gedicht, Choral.
Das erste Bibelwort ist Ps 47,6–7  und wird traditionell auf die Himmelfahrt Jesu gedeutet. Das andere Bibelwort, Satz 4 der Kantate, ist Vers 19 des Evangeliums. Ein unbekannter Dichter bezog in den Text für Rezitativ und Aria sowohl Ps 68,18  ein als auch dessen Zitat in Eph 4,8 , „Er ist aufgefahren zur Höhe und hat Gefangene mit sich geführt“. Die Kantate wird beschlossen durch die erste und die 13. Strophe von Johann Rists Lied Du Lebensfürst, Herr Jesu Christ (1641), dessen vierte Strophe Bach später für sein Himmelfahrts-Oratorium benutzte. Die Kantate besteht aus zwei Teilen, die vor und nach der Predigt musiziert wurden. Bach führte sie am 30. Mai 1726 erstmals auf.

## Besetzung und Aufbau
Die Kantate ist festlich besetzt mit vier Solisten, Sopran, Alt, Tenor und Bass, vierstimmigem Chor, drei Trompeten, Pauken, zwei Oboen, zwei Violinen, Viola und Basso continuo.
Teil I
1. Coro: Gott fähret auf mit Jauchzen
2. Recitativo (Tenor): Es will der Höchste sich ein Siegsgepräng bereiten
3. Aria (Tenor): Ja tausendmal tausend begleiten den Wagen
4. Recitativo (Sopran): Und der Herr, nachdem er mit ihnen geredet hatte
5. Aria (Sopran): Mein Jesus hat nunmehr

Teil II
1. Recitativo (Bass): Es kommt der Helden Held
2. Aria (Bass): Er ists, der ganz allein
3. Recitativo (Alt): Der Vater hat ihm ja
4. Aria (Alt): Ich sehe schon im Geist
5. Recitativo (Sopran): Er will mir neben sich
6. Choral: Du Lebensfürst, Herr Jesu Christ

## Musik
Der Eingangschor mit vollem Orchester ist der beherrschende Satz der Kantate. Er beginnt mit einer Einleitung, die „adagio“ bezeichnet ist, gespielt von den Streichern, die durch die Oboen verstärkt werden. Dann beginnt eine Fuge, auf zwei instrumentale Einsätze folgen die Singstimmen, ein Höhepunkt wird mit dem Einsatz der 1. Trompete erreicht. Eine zweite Fuge führt in entfernte Tonarten. Der zweite Teil des Textes, „lobsinget Gott, lobsinget unserm Könige“, wird zunächst homophon vorgetragen und dann als Fuge durchgeführt, die der ersten ähnelt und durch eine homophone Coda abgeschlossen wird.
Ein Secco-Rezitativ führt zur ersten Arie, die von den Violinen unisono begleitet wird. Der vollständige Text wird dreimal unterschiedlich vorgetragen. Das neutestamentliche Bibelwort, „Nachdem der Herr Jesus mit ihnen geredet hatte, wurde er aufgehoben gen Himmel und setzte sich zur Rechten Gottes.“, ist keine direkte Rede Jesu und wird daher nicht vom Bass als Vox Christi gesungen, sondern vom Sopran als ein Secco-Rezitativ. Satz 5 beschließt Teil I und beruht auf der ersten Strophe des Gedichts. Von Oboen verdoppelte Streicher begleiten den Sopran. Im Mittelteil wird der Satz „Er schließt der Erde Lauf“ verdeutlicht durch ein aufwärts geführtes Melisma, dem eine Gegenbewegung auf eine Wiederholung des Textes folgt.
Teil II behandelt die weiteren fünf Gedichtstrophen als abwechselnde Rezitative und Arien. Das erste Rezitativ wird von Streichern begleitet, die weiteren sind secco. Die Bass-Arie wird durch eine obligate Trompete überstrahlt, deren Part jedoch so schwierig ist, dass Bach ihn in späteren Aufführungen einer Violine gab. Die Worte „voll Schmerzen, Qual und Pein“ werden durch ihre Harmonik und langsameres Tempo hervorgehoben. Das folgende Rezitativ erwähnt am Ende den Blick zum Himmel, dem eine Aufwärtsbewegung entspricht. Die letzte Arie wird von den Oboen begleitet und behandelt den Sieg über die Feinde, der eher als Vision des Friedens betrachtet wird denn als Beschreibung des Kampfes. Die Worte „aus Jammer, Not und Schmach“ sind jedoch in „ausdrucksvollen harmonischen Eintrübungen“ hervorgehoben. Die Kantate wird beschlossen mit einem vierstimmigen Choralsatz auf die Melodie von Ermuntre dich, mein schwacher Geist, 1641 komponiert von Johann Schop; die Melodie ist heute mit dem Weihnachtslied Brich an, du schönes Morgenlicht (EG 33) verbunden. Nach Klaus Hofmann stammt der Satz nicht von Bach selbst, sondern von Christoph Peter (1626–1689), Kantor in Guben, gedruckt im Neu Leipziger Gesangbuch von 1682.

## Einspielungen
- Bach Cantatas Vol. 9, Günther Ramin, Thomanerchor, Gewandhausorchester, Gertrud Birmele, Eva Fleischer, Gert Lutze, Johannes Oettel, Archiv Produktion 1951
- Les Grandes Cantates de J.S. Bach Vol. 9, Fritz Werner, Heinrich-Schütz-Chor Heilbronn, Pforzheimer Kammerorchester, Friederike Sailer, Claudia Hellmann, Helmut Krebs, Jakob Stämpfli, Erato 1961
- Bach Kantaten, Vol. 4: BWV 127, BWV 159, BWV 43 , Diethard Hellmann, Bachchor und Bachorchester Mainz, Nobuko Gamo-Yamamoto, Annelies Westen, Horst Wilhelm, Dieter Slembeck, SWF late 1960s?
- J.S. Bach: Das Kantatenwerk (1), Hans Grischkat, Schwäbischer Singkreis Stuttgart, Bach-Orchester Stuttgart, Csilla Zentai, Erika Schmidt, Kurt Huber, Michael Schopper, FSM 1971
- J.S. Bach: Das Kantatenwerk – Sacred Cantatas Vol. 3, Nikolaus Harnoncourt, Wiener Sängerknaben, Chorus Viennensis, Concentus Musicus Wien, Knabensopran der Wiener Sängerknaben, Paul Esswood, Kurt Equiluz, Ruud van der Meer, Teldec 1975
- Die Bach Kantate Vol. 34, Helmuth Rilling, Gächinger Kantorei, Bach-Collegium Stuttgart, Arleen Augér, Julia Hamari, Lutz-Michael Harder, Philippe Huttenlocher, Hänssler 1982
- J.S. Bach: Himmelfahrts-Oratorium, Philippe Herreweghe, Collegium Vocale Gent, Barbara Schlick, Catherine Patriasz, Christoph Prégardien, Peter Kooij, Harmonia Mundi France 1993
- J.S. Bach: Ascension Cantatas, John Eliot Gardiner, Monteverdi Choir, English Baroque Soloists, Nancy Argenta, Michael Chance, Anthony Rolfe Johnson, Stephen Varcoe, Archiv Produktion 1993
- Bach Edition Vol. 19 – Cantatas Vol. 10, Pieter Jan Leusink, Holland Boys Choir, Netherlands Bach Collegium, Ruth Holton, Sytse Buwalda, Nico van der Meel, Bas Ramselaar, Brilliant Classics 2000
- J.S. Bach: Complete Cantatas Vol. 16, Ton Koopman, Amsterdam Baroque Orchestra & Choir, Johannette Zomer, Bogna Bartosz, Christoph Prégardien, Klaus Mertens, Antoine Marchand 2002
- J.S. Bach: Cantatas Vol. 44, Masaaki Suzuki, Bach Collegium Japan, Rachel Nicholls, Robin Blaze, Gerd Türk, Peter Kooij, BIS 2008